# Dacine, Șîroke
Dacine (în ucraineană Дачне) este un sat în comuna Ceapaievka din raionul Șîroke, regiunea Dnipropetrovsk, Ucraina.

## Demografie
Componența lingvistică a localității Dacine
     Ucraineană (88,05%)
     Rusă (10,2%)
     Alte limbi (0,87%)
Conform recensământului din 2001, majoritatea populației localității Dacine era vorbitoare de ucraineană (88,05%), existând în minoritate și vorbitori de rusă (10,2%).